# Мария Елена Дьоринг
Мария Елена Дьоринг Монсалве (на испански: María Helena Doering Monsalve) е колумбийска актриса и модел.

## Биография и творчество
Във вените на Мария Елена тече интернационална кръв – дядо ѝ е германец, баща ѝ - боливиец, а майка ѝ е колумбийка. Учила е в Лондон и свободно може да говори на испански, английски, френски и италиански език. Кариерата си започва като рекламно лице на паста за зъби и кафе.
На тринадесетгодишна възраст работи с някои от най-важните фотографи в Кали: Фернел Франко (Fernell Franco), Освалдо Лопес (Oswaldo Lopez), Мики Калеро (Micky Calero) и Хайме Андрес Ороско (Jaime Andres Orozco).
През 1980 година заминава за Италия, където остава тринадесет години.

През 1986 година е открита от представители на Алфа Ромео, докато работи като преводач на събития на Фиат. Присъединява се към модна агенция за модели в Милано.

Дьоринг се появява в 67 телевизионни реклами за пет години и работи в Япония, Германия, Испания и Франция.

През 1993 година тя се свързва с Хулио Санчес Кристо (Julio Sanchez Cristo) и участва в La Maldicion del Paraiso в Колумбия. Една от най-значимите ѝ роли е тази на Алисия Гуардиола във „Вдовицата в бяло“. 

Сега е успяла актриса в родната си страна.

Освен работата ѝ като актьор и модел, Мария Елена се изявява и като певица, но не професионална.

През свободното си време тя обича да аранжира цветя, да язди коне и да чете биографични и исторически книги. Обожава италианската литература.

## Филмография

### Теленовели
- Venganza (2016) ... Виктория Пиедрайта
- Pobres Rico (2012) ... Ана Мария Фернандес де Рико
- Борбата на Пола (2010) ... Еусебия Кайседо Де Валенсия
- Гибелна красота (2009) ... Лоренса Мачадо
- El penúltimo beso (2008) ... Лупе Пресиадо де Искиредо
- Виктория (2007) ... Елена де Карденас
- Hasta que la plata nos separe (2006) ... Росаура Суарес де Де ла Пеня
- La Saga, negocio de familia (2004) ... Марлена Ромеро де Манрике
- Изпитание на любовта (2004) ... Исабел де Мендес/Орхидеа Фернандес
- Отмъщението (2002) ... Елена Фонтана Висо
- Milagros de amor (2002) ... Каталина Писаро де Ансен
- Luzbel está de visita или Adrián está de visita (2001) ... Елса Естрада де Франко
- Вдовицата в бяло (1996) ... Алисия Гуардиола вдовица на Бланко
- Amor, amor (1995)
- Las aguas mansas (1994) ... Мелиса Ферер
- La maldición del paraíso (1993) ... Камила Синистера

## Награди
Най-добра актриса в главна роля – „Вдовицата в бяло“ – 1997
мини
Най-добра поддържаща актриса – „Бедните Рико“ 2012
Най-добра злодейка в главна роля – „Отмъщението“ – 2017

### Сериали
- Crónicas de una generación trágica (1992) ... Магдалена Ортега де Нариньо

### Кино
- El escritor de telenovelas (2011)
- Las cartas del gordo (2006) ... Мария Елена
- Rosario Tijeras (2005) ... медицинска сестра
- Mi abuelo, mi papá y yo